# Galerella ochracea
Mangouste de Somalie
Répartition géographique
Espèce
La Mangouste d'Abyssinie aussi nommé Mangouste de Somalie (Galerella ochracea) est une espèce de mangouste du genre Galerella découverte par Gray en 1849.

## Dimensions
Longueur de la tête jusqu'au corps : 23 à 32 cm
Longueur de la queue : 21 à 27 cm
Hauteur au garrot : entre  10 et 12 cm
Poids : 400 à 900 g pour le mâle , 350 à 500 g pour la femelle

## Répartition
Nord-Est de l'Éthiopie,Somalie et Nord-Est du Kenya.

## Biologie
Animal diurne, solitaire, en couple ou en famille.